# Глаза незнакомца
«Глаза незнакомца» (англ. Eyes of a Stranger) — американский слэшер 1981 года режиссёра Кена Видерхорна.

## Сюжет
Джейн, ведущая новостей из Майами, сообщает о последней жертве серийного убийцы и насильника. В своём выпуске новостей она призывает женщин города быть осторожными. В тот же вечер Дебби, официантка местного бара, получает телефонные звонки с угрозами. Она сообщает о них в полицию, которая соглашается прислать следователя утром. Неожиданно появляется её парень Джефф. Вскоре после этого убийца проникает в квартиру, обезглавливает Джеффа, а затем насилует и душит Дебби до смерти.
Тем временем Джейн живёт со своей сестрой-подростком Трейси, о которой она заботится; Трейси слепа и глухонема из-за конверсионного расстройства в результате того, что её изнасиловали, когда она была маленькой девочкой. Припарковавшись в гараже своей квартиры, Джейн наблюдает, как её сосед избавляется от окровавленной рубашки и ремня. Позже той же ночью Джейн созванивается с владельцем квартир, заявляя, что она случайно поцарапала машину одного из жильцов, побуждая хозяина назвать ей его имя. Она выясняет, что человека зовут Стэнли Герберт, а живёт в здании напротив. В ту же ночь Аннетт, местная секретарша, получает угрожающие звонки от Стэнли, находясь одна в офисном здании. Впоследствии она была убита Стэнли, который ждал её в машине.
Джейн рассказывает своему бойфренду-адвокату, Дэвиду, о том, что она видела, как Стэнли избавляется от рубашки и ремня, и подозревает его в изнасилованиях и убийствах, однако Дэвид сообщает ей, что эти доказательства являются лишь косвенными. В тот же день Стэнли избавляется от тела Аннетт, но его замечает пара, припарковавшаяся недалеко в соседнем автомобиле. Стэнли заколол мужчину до смерти, а потом перерезал горло женщине. Когда Стэнли возвращается к дому, Джейн замечает, что его колеса покрыты грязью. На следующее утро, когда Джейн узнает, что три тела было найдено, она осматривает машину Стэнли, но обнаруживает, что она только что была вымыта. Решив найти улики, уличающие Стэнли, Джейн крадет ключи от его квартиры из шкафа технического обслуживания. Оказавшись внутри, она находит в шкафу Стэнли грязные туфли. Когда через несколько мгновений Стэнли возвращается, Джейн берет одну из туфель и ускользает от Стэнли, перелезая через его балкон и спрыгивая на балкон внизу. Джейн отдает туфлю Дэвиду, который передает её следователю для проверки.
Впоследствии Джейн беседует с одним из друзей Аннетт, который сообщает ей, что Аннетт слышала странную музыку, играющую на заднем плане в анонимных звонках, которые она получила незадолго до своей смерти. Джейн подозревает, что часы с кукушкой, которые она видела в квартире Стэнли, и есть та музыка, которую слышала Аннетт. Разъяренная Джейн анонимно звонит Стэнли, оскорбляет его, называет «телефонным уродом» и просит сдаться. Растерянный Стэнли покидает свою квартиру и посещает стрип-клуб, где вымещает свою агрессию, убивая одну из танцовщиц.
На следующее утро, освещая серийные изнасилования и убийства, Джейн описывает преступника как «телефонного урода»; Стэнли понимает, что это она позвонила ему накануне вечером. Он начинает следить за квартирой Джейн из своего собственного дома напротив. В тот вечер Джейн замечает, что в квартире Стэнли темно, и решает пойти и осмотреть часы с кукушкой. Снаружи в своей машине Стэнли видит, как Джейн входит в его квартиру, а затем направляется к ней. Оказавшись в квартире Джейн, Стэнли начинает издеваться над Трейси и убивает её собаку-поводыря. Потом он ласкает и целует её, что вызывает воспоминания об изнасиловании Трейси. Завязывается драка, во время которой Трейси разбивает кофейник о голову Стэнли. Она прячется в шкафу, но её находит Стэнли. Когда он пытается напасть на неё, к ней внезапно возвращается зрение, и она ударяет его коленом в пах.
Тем временем из квартиры Стэнли Джейн видит, как Стэнли входит в её квартиру, и спешит обратно. Столкнувшись со Стэнли, Трейси обнаруживает пистолет Джейн в своей тумбочке и умудряется выстрелить Стэнли в живот. Трейси роняет оружие, предполагая, что Стэнли мёртв, но он снова нападает на неё и пытается задушить её в ванной. Но прибегает Джейн и стреляет Стэнли в голову, убивая его. Две сестры обнимаются, и Джейн понимает, что зрение, слух и способность говорить Трейси вернулись.

## В ролях
- Лорен Тьюис — Джейн
- Дженнифер Джейсон Ли — Трейси
- Джон Дисанти — Стэнли Герберт
- Питер Дюпре — Дэвид
- Гвен Льюис — Дебби
- Китти Ланн — Аннетт
- Тимоти Хокинс — Джефф
- Тед Ричерт — Роджер Ингленд
- Тони Крэбтри — Мона
- Роберт Смолл — доктор Боб
- Стелла Ривера — танцовщица
- Дэн Фицджеральд — бармен
- Хосе Багамонде — Джимми

## Релиз
Права на показ фильма по всему миру были куплены компанией Warner Bros. Pictures. Премьера фильма в Японии состоялась 11 февраля 1981 года. 27 марта того же года премьерные показы прошли в Лос-Анджелесе и Нью-Йорке.
Ради рейтинга R создателям фильма пришлось вырезать многие особенно кровавые сцены, включая обезглавливание. В результате многие из эффектов Тома Савини были вырезаны или отредактированы.
Полная версия фильма была выпущена в 2012 году на DVD в серии «Twisted Terror Collection» Warner Bros. с рейтингом R на упаковке. 18 мая 2021 года компания Scream Factory впервые выпустила фильм на Blu-ray.

## Отзывы критиков
Джанет Маслин из The New York Times назвала его «дешёвым, неряшливым фильмом ужасов», но похвалила Дженнифер Джейсон Ли, как «единственную, ради чего стоит смотреть». Каветт Бинион из Allmovie заметил, что это «утомительный, лишенный воображения триллер-слэшер».